# DK Turné-Teater
DK Turné Teater blev etableret i 2010 af Flemming Krøll, Leif Maibom og Flemming Jensen på baggrund af de 3 skuespilleres mangeårige virke inden for dansk revy.
Her er de gået sammen om både at hylde og markere revyen som det stykke dansk kultur, den er. Det er indtil nu blevet til to forestillinger, og en tredje er på vej. Forestillingerne er bygget op over traditionelle revynumre såsom sketches, monologer og viser, men også satire og stand-up indgår i repertoiret. 

## Forestillinger
- "Revyperler" (2010)
- "Det Må IKKE Hedde Revy" (2012-2013)
- "Kongelig Revy Leverandør" (2016)